# You Are Ms. Servant
«Ви — пані служниця» (яп. 君は冥土様。, Kimi wa Meido-sama, You Are Ms. Servant) — манґа, написана й проілюстрована Шотаном. Її серіалізація почалася на сайті манґи Sunday Webry видавництва Shogakukan у червні 2020 року. Аніме-адаптація від студії Felix Film транслювалася з жовтня по грудень 2024 року.
Історія розповідає про старшокласника Хітойоші Йокою, чиє життя перевертається догори дриґом, коли до його дому приходить красива, але загадкова колишня вбивця і пропонує працювати його служницею.

## Персонажі
Хітойоші Йокоя (яп. 横谷 人好, Yokoya Hitoyoshi)
Сейю: Цубаса Йонага (PV), Тошікі Кумагаї (аніме)
Незграбний старшокласник, який живе сам і до якого часто навідується його молодша сестра Ріко. Спочатку він шокований похмурим минулим Юкі як вбивці, проте все ж таки наймає її служницею і запрошує жити з ним. Згодом з'ясовується, що в дитинстві він зізнався в своїх почуттях дівчині, з якою проводив багато часу. Однак вона відкинула його, сказавши що він зізнався лише через «самотність». Це сильно підкосило його дух і впевненість у собі. Відтоді він став обережним і скептичним щодо закоханості, боїться знову бути відкинутим. Проте впродовж історії він починає розвивати романтичні почуття до Юкі, хоча постійно їх заперечує.
Юкі (яп. 雪) / Сюе (яп. シュエ, Shue)
Сейю: Рейна Уеда 
Красива і стримана молода жінка, вихована як найкраща вбивця, яка стала служницею і приходить до Хітойоші, щоб забути своє похмуре минуле. Через те, що вона має різні імена і не пам'ятає свого справжнього, вона називає себе Юкі через спогад із минулого. Згодом з'ясовується, що Юкі народилася як Марія і мала батьків та молодшу сестру. Вона була вундеркіндом і демонструвала численні таланти на ток-шоу. На її день народження, під час різдвяних свят, до їхнього дому раптово прийшов незнайомець, після чого її батьків убили, а саму Марію та її молодшу сестру викрали. Обох сестер тренували як убивць, поки їх не розлучили. Травма змусила Марію забути свою сім'ю та справжнє ім'я. Вона вступає до школи Хітойоші, щоб навчитися бути звичайною дівчиною і одразу стає популярною серед інших учнів.
Аґемочітаро (яп. あげもち太郎)
Сейю: Еріко Мацуї 
Жвавий пес, якого Хітойоші та Юкі взяли як домашнього улюбленця, знайшовши його на порозі будинку Хітойоші.
Ріко Йокоя (яп. 横谷 李恋, Yokoya Riko)
Сейю: Хікару Іїда 
Жвава дівчина та молодша сестра Хітойоші, яка одразу прив'язується до Юкі та Ґрейс, часто докучаючи своєму братові.
Ґрейс (яп. グレイス, Gureisu)
Сейю: Лінн 
Нака Хікаґе (яп. 日陰 ナカ, Hikage Naka)
Сейю: Кономі Інаґакі

## Медіа

### Манґа
Написана й проілюстрована Шотаном, You Are Ms. Servant почала серіалізуватися на сайті манґи Sunday Webry видавництва Shogakukan 28 червня 2020 року. Перший том у форматі танкобон був випущений 12 жовтня 2020 року. Станом на жовтень 2024 року розділи були зібрані в дев'ять томів у форматі танкобон.
Манґа ліцензована в Південно-Східній Азії видавництвом Shogakukan Asia.
| № | Дата виходу        | ISBN                   |
| - | ------------------ | ---------------------- |
| 1 | 12 жовтня, 2020    | ISBN 978-4-09-850306-3 |
| 2 | 12 лютого, 2021    | ISBN 978-4-09-850403-9 |
| 3 | 12 липня, 2021     | ISBN 978-4-09-850549-4 |
| 4 | 10 грудня, 2021    | ISBN 978-4-09-850812-9 |
| 5 | 12 травня, 2022    | ISBN 978-4-09-851138-9 |
| 6 | 10 листопада, 2022 | ISBN 978-4-09-851353-6 |
| 7 | 12 січня, 2024     | ISBN 978-4-09-853082-3 |
| 8 | 8 серпня, 2024     | ISBN 978-4-09-853505-7 |
| 9 | 3 жовтня, 2024     | ISBN 978-4-09-853623-8 |

### Аніме
Аніме-адаптацію було анонсовано 24 грудня 2023 року. Вона вироблялося студією Felix Film та режисувалось Айуму Ватанабе, сценарії до серіалу написала Деко Акао, дизайн персонажів створив Томоясу Курашима, а музику компонував Масахіро Токуда. Серіал транслювався з 6 жовтня по 22 грудня 2024 року в блоці програмування NUMAnimation на всіх філіях ANN, зокрема на TV Asahi. Початковою темою є «Otozure» (яп. おとずれ, Out of Sync) у виконанні Tricot, а завершальною темою є «Hyōjō Sabun» (яп. 表情差分, Facial Expression) у виконанні Dustcell. Crunchyroll транслював серіал. Medialink надала ліцензію на трансляцію серіалу в Південній і Південно-Східній Азії та Океанії (крім Австралії та Нової Зеландії) на YouTube-каналі Ani-One Asia.

#### Список серій
| № серії | Назва серії | Режисер(и)                            | Сценарист(и)     | Режисер(и) анімації               | Оригінальна дата показу |
| ------- | --- | ------------------------------------- | ---------------- | --------------------------------- | ----------------------- |
| 1       | «Моя доленосна зустріч з тобою» Транслітерація: «Kimi to Unmei no Deai.» (яп. 君と運命の出会い。)              | Ю Харіма                              | Деко Акао        | Аюму Ватанабе                     | 6 жовтня 2024           |
| 2       | «Ти хочеш дізнатися» Транслітерація: «Kimi wa Shiritai.» (яп. 君は知りたい。)                                  | Томое Макіно                          | Деко Акао        | Томое Макіно                      | 13 жовтня 2024          |
| 3       | «Ти — пані Юкі» Транслітерація: «Kimi wa Yuki-san.» (яп. 君は雪さん。)                                         | Ю Нобута і Шо Хамада                  | Деко Акао        | Ю Нобута                          | 20 жовтня 2024          |
| 4       | «Ти не пропустиш.» Транслітерація: «Kimi wa Nogasanai.» (яп. 君は逃さない。)                                   | Масахару Томода                       | Деко Акао        | Масахару Томода і Харука Йошінаґа | 27 жовтня 2024          |
| 5       | «Те, що ти хочеш захистити.» Транслітерація: «Kimi no Mamoritai Mono.» (яп. 君の護りたいもの。)                | Шо Хамада                             | Томоко Шіноґа    | Хацукі Цуджі                      | 3 листопада 2024        |
| 6       | «Ти більш самотній, ніж я думала» Транслітерація: «Kimi wa Warito Sabishigariya.» (яп. 君は割と寂しがりや。)   | Шо Хамада                             | Деко Акао        | Кенічі Ятаґаї                     | 10 листопада 2024       |
| 7       | «Ти нарешті це зрозумів» Транслітерація: «Kimi wa Tsui ni Soko ni Kizuita.» (яп. 君は遂にそこに気付いた。)     | Ю Ябуучі                              | Деко Акао        | Хірохіде Шікішіма                 | 17 листопада 2024       |
| 8       | «Осінь з тобою та соусом» Транслітерація: «Kimi to Sōsu no Aki.» (яп. 君と食欲の秋。)                          | Такаші Кобаяші                        | Томоко Шінодзука | Такаші Кобаяші                    | 24 листопада 2024       |
| 9       | «Ти та культурна сцена.» Транслітерація: «Kimi to Bunka no Dan.» (яп. 君と文化の段。)                          | Мічіта Шираїші                        | Томоко Шінодзука | Хацукі Цуджі                      | 1 грудня 2024           |
| 10      | «Ти та заборонений плід.» Транслітерація: «Kimi to Kindan no Kajitsu.» (яп. 君と禁断の果実。)                  | Ю Нобута, Шо Хамада і Харука Йошінаґа | Деко Акао        | Ю Нобута                          | 8 грудня 2024           |
| 11      | «Твої молитви — це молитви богів» Транслітерація: «Kimi no Inori wa Kami no Inori.» (яп. 君の祈りは神の祈り。) | Ю Ябуучі                              | Томоко Шінодзука | Хацукі Цуджі                      | 15 грудня 2024          |
| 12      | «Радісні вісті, які ви приносите.» Транслітерація: «Kimi-tachi ni Yoru Fukuin.» (яп. 君たちによる福音。)       | Томомі Умедзу                         | Деко Акао        | Томомі Умедзу                     | 22 грудня 2024          |

### Інші медіа
Промоційне відео та телевізійний рекламний ролик, присвячений випуску третього тому серії, були опубліковані на каналі Weekly Shōnen Sunday на YouTube у липні 2021 року. У відео звучали голоси Цубаси Йонаґи та Рейни Уеди, які озвучують Хітойоші Йокою та Юкі відповідно.